# Les Sœurs Brontë
Les soeurs Brontë (De gezusters Brontë) is een Franse film uit 1979.

## Plot
De film gaat over drie zussen die in een kleine pastorie in Yorkshire leven onder het wakend oog van hun tante en vader, een Anglicaanse priester. Alle drie gaan zij een boek schrijven waarmee zij snel een literaire sensatie worden.

## Rolverdeling
| Acteur              | Personage                   |
| ------------------- | --------------------------- |
| Isabelle Adjani     | Emily Brontë                |
| Marie-France Pisier | Charlotte Brontë            |
| Isabelle Huppert    | Anne Brontë                 |
| Pascal Greggory     | Branwell Brontë             |
| Patrick Magee       | Priester Patrick Brontë     |
| Roland Bertin       | Arthur Bell Nicholls        |
| Alice Sapritch      | Tante Elizabeth             |
| Xavier Depraz       | Constantin Héger            |
| Julian Curry        | George Smith                |
| Rennee Goddard      | Tabby                       |
| Jean Sorel          | Leyland                     |
| Roland Barthes      | William Makepeace Thackeray |